# Peččal'ky
Il Peččal'ky (in russo Печчалькы?) è un fiume della Russia siberiana occidentale, affluente di destra del Taz. Scorre nel Krasnosel'kupskij rajon del Circondario autonomo Jamalo-Nenec.
Nasce nella sezione settentrionale del vasto bassopiano siberiano occidentale e scorre poi con direzione mediamente occidentale/sud-occidentale. La lunghezza del fiume è di 181 km; il bacino è di 2 500 km². Sfocia nel Taz a 693 km dalla foce. Il suo maggior affluente è il Kypa-Peččal'ky (lungo 130 km) proveniente dalla sinistra idrografica.